# Tsinjoarivo (Tsiroanomandidy)
Tsinjoarivo est une commune urbaine malgache située dans la partie centre-sud de la région de Bongolava.